# Saint-Donat (Matawinie)

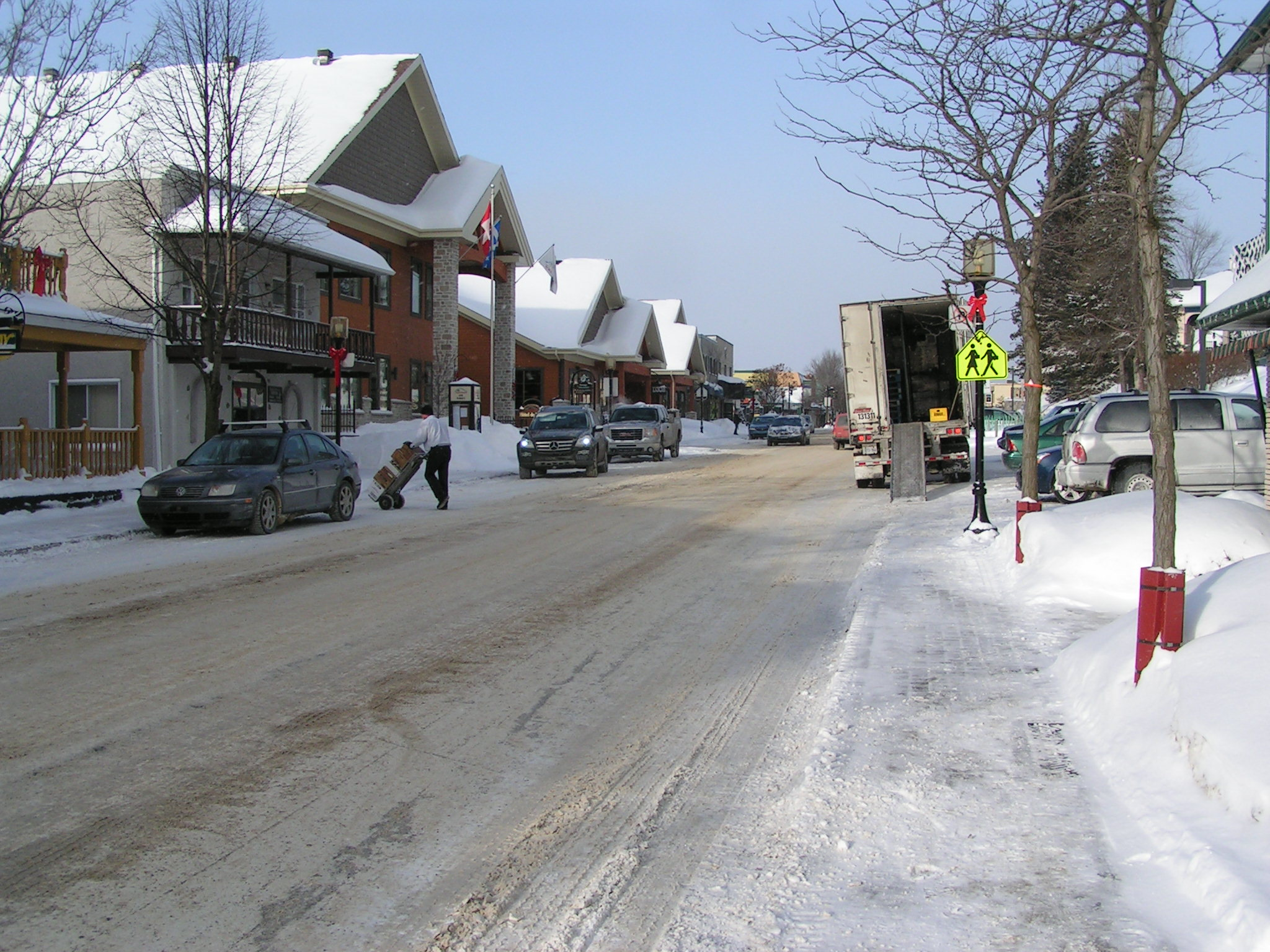
Die Hauptstraße und das Rathaus von Saint-Donat in Québec

Saint-Donat, auch Saint-Donat-de-Montcalm, ist eine Gemeinde am unteren Sankt-Lorenz-Strom in der kanadischen Provinz Québec, die im Jahr 2006 noch 4374, fünf Jahre später 4130 Einwohner, 2016 nur noch 3888 Einwohner zählte, dann 2021 wieder 4561. Sie liegt in der Municipalité régionale de comté Matawinie in der Region Lanaudière und lebt heute überwiegend vom Tourismus, insbesondere von Skifahrern. Ihr Name geht auf Bischof Donatus von Besançon († vor 660) zurück.

## Geschichte
Am Ende der letzten Eiszeit entstanden zahlreiche Seen. Lange vor der europäischen Besiedlung lebten hier Algonkingruppen vom Sammeln, von Fischfang und Jagd. Bei Saint-Donat fanden sich Beile und Projektilspitzen, die mehrere Tausend Jahre alt sind. Nach dem 17. Jahrhundert kamen Abenaki hinzu. Um Saint-Donat leben heute keine First Nations mehr. Von ihnen blieben einige Ortsnamen, wie Ouareau (woher der Wind kommt) oder Pimbina (nipimina).
Bereits in den 1860er Jahren entstanden Pläne, um das Mantawa-Tal zu besiedeln, wie man in ganz Kanada Land für Bauern suchte. 1866 fand die erste offizielle Voruntersuchung statt. Dazu sollte ein Weg von Sainte-Marguerite-du-Lac-Masson in das Flusstal gebaut werden. Der Weg, der nach dem Erbauer Chemin Provost hieß, erreichte 1869 den Lac Archambault. 1872 siedelte sich Régis Coutu an der Stelle des späteren Ortes an, der 1874 offiziell gegründet wurde. Wenig später entstand in dem kleinen Ort, der eine Getreidemühle und ein Sägewerk besaß, eine Kapelle. Kurz darauf verband der Chemin Coutu Saint-Théodore-de-Chertsey mit Saint-Donat, das 1881 bereits 343 Einwohner zählte. Allerdings gab man die ursprünglich geplante Landwirtschaft schnell auf, denn Boden und Klima waren hierfür nicht geeignet.
Die ersten Siedlergenerationen lebten, ähnlich wie die benachbarten Innu, von Jagd und Fischfang, ab 1869 kam der Holzeinschlag hinzu, den die Assomption Lumber Co. zuerst betrieb. Daneben entstanden bis zu fünf Sägewerke. 1924 wurde der Ort erstmals mit elektrischem Strom versorgt. Fernando Coutu errichtete am See ein kleines Kraftwerk und verkaufte die gewonnene Energie an die Bewohner des Ortes. 1946 trat er diese Aufgabe an die neu gegründete Coopérative d’électricité de Saint-Donat ab. Joseph Thibault gründete eine Telefongesellschaft, die 1961 von Bell Canada übernommen wurde.
1908 erkannte der Holzbautechniker G. Piché das touristische Potential des in 423 m Höhe gelegenen Ortes. Seminaristen und Priester nutzten bereits während des Ersten Weltkriegs zur Erholung. 1917 kaufte Lionel Groulx ein Haus am Lac Archambault. 1920 bis 1930 entstanden mehrere Hotels, 1939 wurde das Jasper in Quebec explizit zum Skifahren gebaut, allerdings fiel es 1959 einem Feuer zum Opfer.
Nachdem in den 1960er Jahren die Holzindustrie einbrach, übernahm der Tourismus die wirtschaftlich führende Rolle. Der Ort wurde zunehmend zum Eingangstor für den Parc national du Mont-Tremblant. Die Société historique de Saint-Donat befasst sich vorrangig mit der Geschichte des Ortes.

## Belege
1. ↑  Histoire et profil, Website der Gemeinde.